# Betrieb und Schule
Betrieb und Schule, kurz BUS, ist ein Bildungsprojekt in Nordrhein-Westfalen. Es handelt sich um ein Angebot für Schüler an Hauptschulen, Gesamtschulen und Förderschulen im letzten verpflichtenden Schuljahr (10. Klasse), denen es an beruflicher Perspektive mangelt. Damit richtet es sich vor allem an Schüler, die eine Klasse schon mehrmals wiederholt oder auch schon mehrfach die Schulform gewechselt haben oder voraussichtlich keinen Abschluss erhalten, wodurch ihre Aussichten auf einen Beruf oder einen Ausbildungsplatz eher gering sind. Schüler können an der Maßnahme freiwillig teilnehmen, sofern die Schule an dem Projekt teilnimmt und eine entsprechende Klasse mit mindestens zwölf Schülern einrichtet. Schulen können die Teilnahme bei der zuständigen Bezirksregierung bzw. beim Schulamt beantragen. Für die Dauer des Projekts erhalten die Schulen dabei zusätzliche Lehrkräfte. Es sind auch Kooperationen zwischen mehreren Schulen möglich.
Im Rahmen des Projektes werden sogenannte „BUS-Klassen“ eingerichtet, deren Schüler neben dem schulischen Unterricht verstärkt an Praktika teilnehmen, um Betriebserfahrung zu erhalten und so den Berufseinstieg zu erleichtern. Die Betriebspraktika laufen jeweils ein Jahr und werden dabei an zwei Tagen der Woche besucht. An drei Wochentagen findet der begleitende, berufsorientierte Schulunterricht statt. Die Praktikumsplätze werden von den Lehrkräften unter Rücksprache mit den Schülern sowie unter Beratung durch die Bundesagentur für Arbeit organisiert. Nach Abschluss der BUS-Klasse bleiben die Jugendlichen noch neun weitere Monate mit den Lehrkräften in Kontakt. Das Konzept sieht vor, einerseits die Einstiegschancen der Schüler zu erhöhen, und andererseits den Betrieben junge Mitarbeiter bekannt zu machen und näherzubringen.
Der rechtliche Status und die gesetzliche Versicherung der teilnehmenden Schüler bleibt unverändert.
Das Projekt läuft seit dem Schuljahr 2001/2002. Es stellt eine Kooperation der Landesregierung bzw. des Schulministeriums mit der Bundesagentur für Arbeit, der Stiftung Partner für Schule NRW, der Landes-Gewerbeförderungsstelle des nordrhein-westfälischen Handwerks und der Gesellschaft für innovative Beschäftigungsförderung (G.I.B. NRW) dar. Zudem wird die Maßnahme vom Europäischen Sozialfonds unterstützt. Die teilnehmenden Betriebe können finanzielle Förderung bei der Gewerbeförderungsstelle beantragen. Des Weiteren ist die Zusammenarbeit mit dem Jugendamt oder sozialpädagogischen Organisationen, den Handwerks-, Industrie- und Handelskammern sowie den Ortsbeiräten für Schule und Beruf vorgesehen.
In den neun Schuljahren bis 2010 nahmen insgesamt 27.000 Schüler an BUS teil. Im Schuljahr 2010/11 lernten 3600 Schüler in einer BUS-Klasse, gleichzeitig nahmen 4900 Betriebe teil. Der Anteil der BUS-Absolventen, die direkt in den Arbeitsmarkt einsteigen, ist seit dem Projektbeginn stetig von 40 % auf 22 % gesunken. Dafür stieg der Anteil, der nach Abschluss eine Berufsvorbereitung oder eine weiterführende Schule besucht.